# 内特拉姆
《内特拉姆》（英語：Nitram）是一部2021年澳大利亚传记心理劇情电影，由贾斯汀·库泽尔执导，肖恩·格兰特编剧。影片围绕着一个名叫Nitram（以马丁·布莱恩特为原型）的不安青年的生活和行为，以及导致他参与1996年澳大利亚塔斯马尼亚亚瑟港大屠杀的事件展开。该片由卡賴伯·蘭里·瓊斯、朱迪·戴维斯、埃西·戴维斯和安東尼·拉帕里亞主演 。
该片于2021年7月16日在2021年戛纳电影节上首映，琼斯凭借其表演获得了最佳男演员奖。该片于2021年9月30日在澳大利亚获得有限的影院发行，然后于2021年11月24日在澳大利亚流媒体服务斯坦上进行数字发行。